# Burg Rappottenstein
Die Burg Rappottenstein ist eine mittelalterliche Burg in Rappottenstein im Nordwesten Niederösterreichs. Die Höhenburg wurde nie erobert und zählt daher zu den besterhaltenen Burgen in Österreich.

## Geschichte
Um 1150 gründete Rapoto von Kuenring im Waldviertel zur Sicherung des Besitzes der Kuenringer eine Reihe von Burgen, deren mächtigste Rappottenstein war.
Der Burg Rappottenstein kam von allem Anfang an große Bedeutung zu. Einerseits lag sie in der Mitte des ausgedehnten Besitzes der Kuenringer – sie war damit also stabiles Zentrum in einer bewegten Zeit. Auf der anderen Seite schützte sie aber auch den Griessteig, einen uralten, noch heute im Gemeindegebiet nachweisbaren Seitenast des Beheimsteiges, der von der Donau durch den Nordwald ins böhmische Land führte. Außerdem bildete die Burg Rappottenstein eines der stärksten Glieder in jener am Flusslauf des Kamp entstandenen Kette von Befestigungen, denen die Aufgabe zukam, das Land vor Einfällen der Böhmen zu schützen und damit auch der Babenbergermark Flankenschutz zu gewähren.
Nach dem Sturz der Kuenringer kam die Burg 1305 an die Herren von Dachsberg, 1423 an die Familie Starhemberg und 1546 an die Herren von Landau. Aufständische Bauern belagerten 1597 die Burg, konnten sie aber nicht einnehmen. Auch schwedische Truppen belagerten 1645 die Burg vergeblich.
Schließlich kam die Burg 1664 durch Kauf an die heutigen Besitzer, die Grafen Abensperg-Traun, deren heutige Besitzungen um Rappottenstein, bei Wolkersdorf, bei Maissau, im Weinviertel, im Waldviertel und im Industrieviertel liegen, wobei hier besonders Maissau und Petronell zu erwähnen sind.

## Architektur

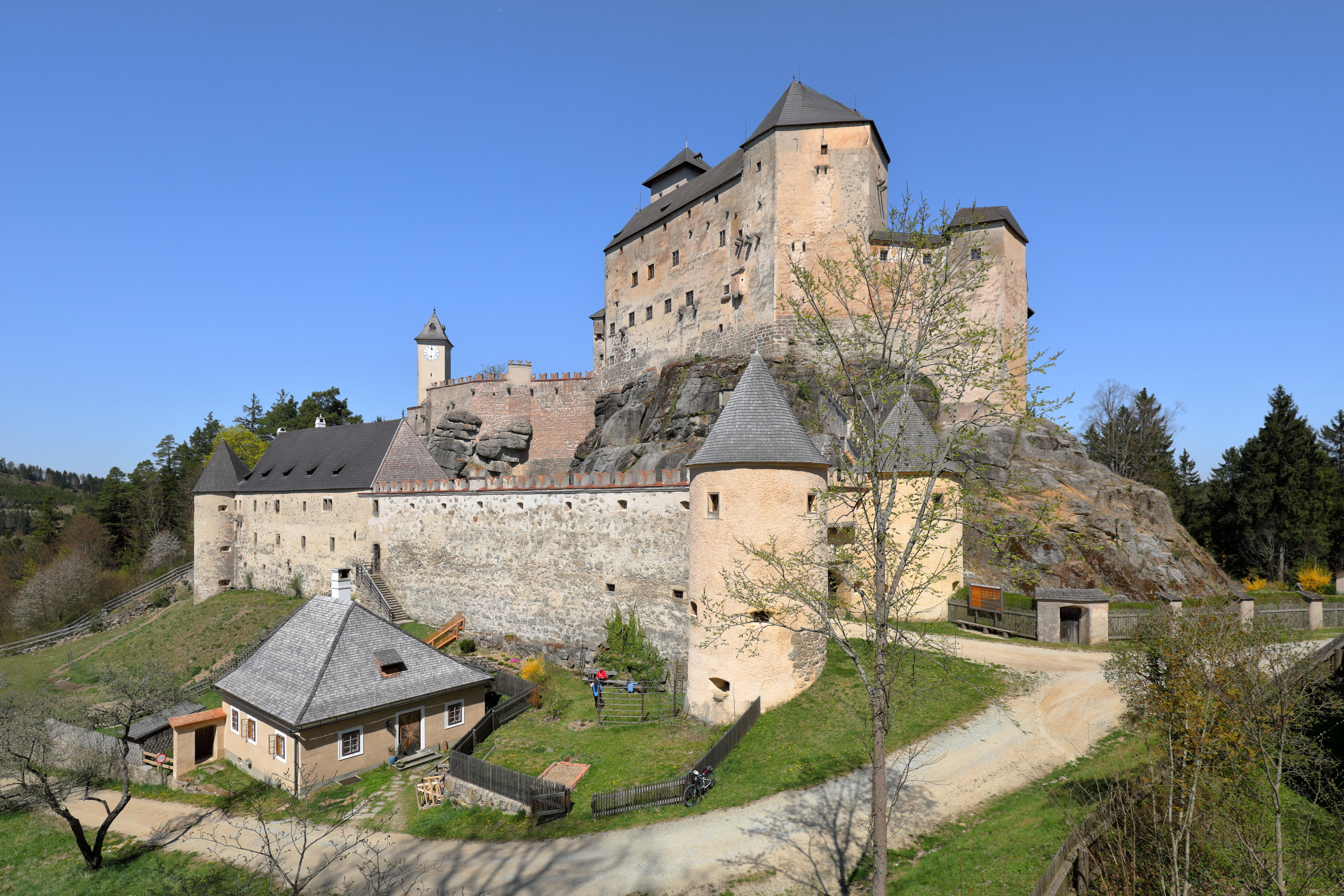
Südansicht der Burg

Die Burg ist eine der wenigen, die nie erobert und daher nie zerstört wurden. Sie ist ein einmaliges Zeugnis mittelalterlicher Wehrbauten mit Bauelementen aus Romanik, Gotik und Renaissance:
- Romanik: Turm im Süden
- Gotik: Teile des Osttraktes, Burgkapelle, Knappenhalle im Osttrakt, Knappenküche und Archivzimmer

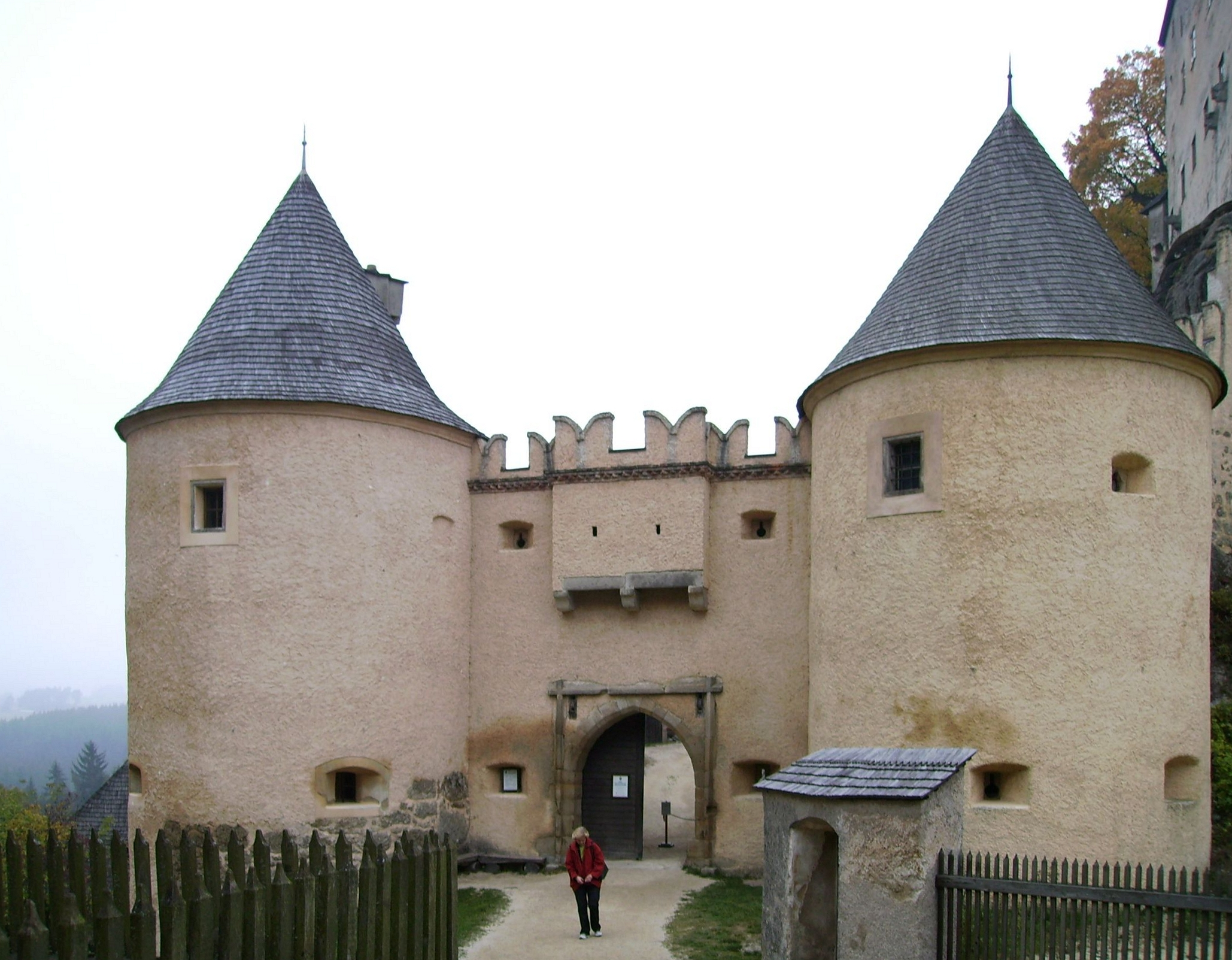
Eingangstor mit den Doppeltürmen

- Renaissance: Brauhaus, Arkaden im Westtrakt, zwei Türme beim Eingangstor. Diese beiden Türme weisen als Rarität einen doppelten Wehrerker auf. Die meisten Tore der Burg waren einst durch Zugbrücken gesichert.

Das Brauhaus im ersten Hof weist einige Fenster mit Sgraffitoumrahmung auf. Das zweite Tor war bis 1548 der Haupteingang. Im dritten Hof befinden sich das Wirtschaftsgebäude, eine Zisterne und das sagenumwobene Verlies mit dem „Hungerturm“.
Der Innenhof wird im Westen durch dreigeschoßige Renaissancearkaden, im Osten und Süden durch die Knappenhalle und im Norden durch die Knappenküche begrenzt. Im Osten des Hofes befinden sich im ersten Stock zwei spätgotische Fenster. Das „Archiv“ hat ein gotisches Sterngewölbe und Fresken aus der „Donauschule“.
Im Norden der Burg liegt eine Gartenterrasse mit dem Uhrturm mit einer Pendeluhr. Das Markante an dieser Uhr ist, dass sie nur einen Stundenzeiger besitzt. Die Gewichte werden täglich aufgezogen.

### Burgkapelle
Die gotische Burgkapelle wurde 1379 geweiht. Sie ist zwei Stockwerke hoch und besitzt Mauern von drei Metern Dicke. An den Wänden befinden sich zwölf Weihkreuze. Die Gewölberippen ruhen auf schönen Konsolen. Der Flügelaltar aus dem 15. Jahrhundert wurde 1947 restauriert.

### Schaustücke an anderen Orten
Manches aus der Burg Rappottenstein ist heute an anderen Orten zu sehen:
So sind beispielsweise im „Luisenzimmer“ der Franzensburg in Laxenburg eine Raumdecke, die beiden Türverkleidungen sowie die Türen aus Rappottenstein aus der Zeit um 1600 zu sehen.

## Heutige Nutzung
Unter der Bezeichnung Kinderburg Rappottenstein bietet das Rote Kreuz Niederösterreich traumatisierten Familien Unterstützung bei Unglücks- oder Trauerfällen. Die Räumlichkeiten werden ebenso wie die Stallungen für die Therapietiere von der Eigentümerfamilie Abensperg und Traun zur Verfügung gestellt.

## Im Fernsehen
In der Sendung Die Burg – Prominent im Kettenhemd auf ProSieben sollte den Zuschauern anhand des Innenlebens der Burg Rappottenstein gezeigt werden, wie die Menschen im Mittelalter auf einer Burg lebten. Moderiert wurde die Sendung im Jahr 2005 von Sonya Kraus und Elton. Teile der Filme Der Eisenhans, Die Wanderhure und Maximilian – Das Spiel von Macht und Liebe wurden auf der Burg gedreht.